# 機動戰士鋼彈桑
《機動戰士鋼彈桑》（日语：機動戦士ガンダムさん）是大和田秀樹以初代《機動戰士鋼彈》為本在《鋼彈ACE》上連載的搞笑漫畫，內容充斥著對原作名場景的惡搞和模仿。
電視動畫版於2014年7月9月首播。

## 登場角色

### 本篇
夏亞·阿茲納布爾（配音：小西克幸）
本作的主角。原作中大多數的乘機都做紅色塗裝，在作品中更是過份要求乘機要塗成紅色加上角，堅持吉翁克一定要漆成紅色才肯出擊，對角有異常的執著，另外個性非常的中年人化會做許多很低俗的動作。
阿姆羅·雷（配音：代永翼）
原作的主角。本作中是精蟲上腦的思春期少年，曾試圖裝成Haro跟雪拉一起洗澡，對女性有種種的妄想。
拉拉·辛（配音：潘惠美）
原作是引導阿姆羅跟夏亞的少女。本作中專門負責吐嘈白爛化的夏亞。New Type的等級比夏亞高讓夏亞非常嫉妒。發起飆來非常的可怕。現任聲優潘惠美是30年前拉拉的原聲優潘惠子之女。
雪拉·瑪斯（配音：名塚佳織）
夏亞的妹妹，很受不了活寶的哥哥跟對自己充滿妄想的阿姆羅。對於非主要角色的白色基地乘員的姓名記得不是很熟。
基西莉亞·薩比（配音：廣橋涼）
原作的夏亞上司。本作仍是上司，因為一襲紫色服飾被夏亞稱作「紫色老太婆」，常被脫線的夏亞氣得冒青筋，曾將夏亞丟到宇宙空間去。
卡爾馬·薩比（配音：興津和幸）
基西莉亞的弟弟，但總是被夏亞算計，常對著夏亞吼出「夏亞！你算計我！」，亦是「宇宙島的卡爾馬」的主角
鋼彈
V作戰開發出來的MS，但作業系統卻是會產生藍屏死機狀況的系統。在本作中會跟鋼加農、鋼坦克小弟們吹噓戰功，阿姆羅可以聽到這類八卦。
亞凱
最可愛的MS，多次登場。
彗星小雞（配音：小西克幸）
拉拉撿到的紅色小雞，有著跟夏亞一樣的面具，NT跟作戰能力超過夏亞，與夏亞勢如水火，與夏亞一樣有個妹妹。

### 《隊長是薩克先生》
薩克隊長
主角，吉翁前線部隊的隊長，隊上最舊的機型卻有著最高的年資，夾在傲慢的部下（蓋古克）跟上司（大扎姆）之間的夾心餅，曾一度被降職為副隊長（故事標題改為「副隊長是薩克先生」，後來復職為隊長時又改回「隊長是薩克先生」）。所羅門一役後升職為司令（故事標題也改為「司令是薩克先生」）。
對3C產品非常的不熟（數位落差），DS的觸控筆會被他折斷，iPhone、iPad也被他的手指穿過去。
甘恩
最新型MS，薩克隊長很喜歡她，後來得知她與有火焰圖樣的蓋古克是情侶而放棄，後來與蓋古克結婚。
蓋古克隊長
雙肩有火焰圖案的蓋古克，曾經是薩克隊長的部下，結婚後給的薩克隊長他們的結婚照。
斯卡
吉翁賈布羅部隊的一架茲卡克，頭部似乎是受到利刃刮傷而掉漆。
薩克雷洛
SIDE6酒店的媽媽桑，對鋼加農以及薩克隊長很照顧。
瑪格莉特·大扎姆
所羅門要塞的司令，於所羅門戰役中戰死。甘恩的母親。

### 鋼彈誕生秘話
古谷澈
知名聲優，以25歲之姿參加阿姆羅配音員的選角，在為阿姆羅配音時，因為極力想擺脫當時還留有讓自己走紅的「星飛雄馬」一角的影子，卻在錄音時數度NG，最後在富野監督的演技指導下（真的打了兩次）而覺醒，進而完美演出「布萊德兩次痛毆阿姆羅」一幕，也造就了傳頌數十年的名台詞「你居然打了第二次！連我爸都沒打過我！！」
池田秀一
夏亞的配音員，在參加阿姆羅選角試音時因酒醉而吐了一地，而被趕了出去，後來看了鋼彈的劇本角色設定集後中意夏亞的角色，而要求工作人員為夏亞試音，被富野監督稱作「站在那裡的人正是夏亞本人」。
富野由優季
導演，在鋼彈決定腰斬時跑去歌舞伎町一番街喝酒，因為酒醉而被小混混打個半死，之後從警局被草刈以及矢盾交保，決定利用宣傳「鋼彈將被腰斬」來激發觀眾的飢渴感，藉以度過這個危機。
安彥涼和
富野的舊識，在成功製作出《宇宙戰艦大和號》與《再會了，宇宙戰艦大和號》等作品後，便不再製作玩具的宣傳動畫以及機器人動畫，對於富野送來的企劃書也不屑一顧，認為又是玩具的宣傳動畫的企劃，但在仔細研讀後大為吃驚，認為「這企劃根本就是正格的SF連續劇，和現今的機器人動畫有天壤之別」，而受邀參加此企劃（之後由富野定名為《機動戰士鋼彈》）的角色設定與作畫監督，後來因為一天畫兩千張原畫而過勞病倒。
矢盾肇
日本SUNRISE部長。
大河原邦夫
機械設計師。
草刈百惠
日本SUNRISE的工作人員，負責製作進度管理。
潘惠子
伊榭莉娜·艾森巴哈與拉拉的配音員，本作中為拉拉配音的是其女兒潘惠美。
小牧雅申
動畫雜誌「Animec」總編輯，協助富野讓鋼彈復活。

## 出版書籍
| 集數 | 角川書店       | 角川書店               | 台灣角川              | 台灣角川               |
| 集數 | 發售日期       | ISBN                   | 發售日期              | ISBN                   |
| ---- | -------------- | ---------------------- | --------------------- | ---------------------- |
| 1    | 2005年8月26日  | ISBN 4-04-713750-2     | 2008年1月19日         | ISBN 978-986-174-570-1 |
| 2    | 2006年12月26日 | ISBN 4-04-713887-8     | 2008年8月5日          | ISBN 978-986-174-750-7 |
| 3    | 2007年12月26日 | ISBN 978-4-04-715004-1 | 2008年12月9日         | ISBN 978-986-174-913-6 |
| 4    | 2009年1月26日  | ISBN 978-4-04-715170-X | 2009年9月2日          | ISBN 978-986-237-253-1 |
| 5    | 2009年10月25日 | ISBN 978-4-04-715309-5 | 2010年4月29日         | ISBN 978-986-237-626-3 |
| 6    | 2010年8月26日  | ISBN 978-4-04-715467-4 | 2011年2月10日         | ISBN 978-986-287-062-4 |
| 7    | 2011年3月26日  | ISBN 978-4-04-715655-5 | 2012年3月9日          | ISBN 978-986-287-508-7 |
| 8    | 2011年12月22日 | ISBN 978-4-04-120066-7 | 2012年8月22日         | ISBN 978-986-287-886-6 |
| 9    | 2012年12月26日 | ISBN 978-4-04-120531-0 | 2013年9月23日         | ISBN 978-986-325-604-5 |
| 10   | 2013年9月24日  | ISBN 978-4-04-120903-5 | 2013年5月14日         | ISBN 978-986-325-957-2 |
| 11   | 2014年3月26日  | ISBN 978-4-04-121062-8 | 2014年12月24日        | ISBN 978-986-366-284-6 |
| 12   | 2014年10月25日 | ISBN 978-4-04-102287-0 | 2015年6月6日          | ISBN 978-986-366-565-6 |
| 13   | 2015年7月25日  | ISBN 978-4-04-103337-1 | 2016年6月23日         | ISBN 978-986-473-113-8 |
| 14   | 2016年4月26日  | ISBN 978-4-04-104260-1 | 2019年2月18日         | ISBN 978-957-564-755-1 |
| 15   | 2017年4月23日  | ISBN 978-4-04-105554-0 | 2019年2月18日         | ISBN 978-957-564-756-8 |
| 16   | 2018年4月24日  | ISBN 978-4-04-106960-8 | 2019年2月18日         | ISBN 978-957-564-757-5 |
| 17   | 2019年5月25日  | ISBN 978-4-04-108219-5 | 預定2020年9月28日發賣 | ISBN                   |
| 18   | 2020年4月25日  | ISBN 978-4-04-109618-5 |                       | ISBN                   |

### 相關書籍
- - 2007年7月26日發售、ISBN 4-04-900790-8

原來如此☆俗語新解 鋼彈桑（なるほど☆ことわざ ガンダムさん）
| 集數 | 角川書店      | 角川書店           | 台灣角川      | 台灣角川               |
| 集數 | 發售日期      | ISBN               | 發售日期      | ISBN                   |
| ---- | ------------- | ------------------ | ------------- | ---------------------- |
| 全   | 2009年1月26日 | ISBN 4-04-715176-9 | 2011年9月24日 | ISBN 978-986-287-355-7 |

- 機動戰士鋼彈桑 官方FAN BOOK（機動戦士ガンダムさん 公式ファンブック）

| 集數 | 角川書店      | 角川書店               | 台灣角川      | 台灣角川               |
| 集數 | 發售日期      | ISBN                   | 發售日期      | ISBN                   |
| ---- | ------------- | ---------------------- | ------------- | ---------------------- |
| 全   | 2010年2月26日 | ISBN 978-4-04-715362-2 | 2011年12月7日 | ISBN 978-986-287-425-7 |

- 果然沒錯☆俗語新解 鋼彈桑（やっぱり☆ことわざガンダムさん）

| 集數 | 角川書店      | 角川書店               | 台灣角川     | 台灣角川               |
| 集數 | 發售日期      | ISBN                   | 發售日期     | ISBN                   |
| ---- | ------------- | ---------------------- | ------------ | ---------------------- |
| 全   | 2010年8月21日 | ISBN 978-4-04-715513-8 | 2012年3月9日 | ISBN 978-986-287-578-0 |

- - 2011年11月26日發售、ISBN 978-4-04-120065-0
- - 2014年10月25日發售、ISBN 978-4-04-102456-0

## 電視動畫

### 製作團隊
- 原作 - 矢立肇、富野由悠季（《機動戰士ガ鋼彈》）
- 監督、脚本、演出 - まんきゅう
- 故事 - 大和田秀樹（KADOKAWA《機動戰士鋼彈桑》）
- 人物設計、色彩設計 - 玉戸さお
- 作画監督 - 三田潤
- 過場- さっちゃん
- 美術監督 - 加藤靖忠、Sterotype Smarchil
- 設計工作、標題Logo設計 - 小坂香織
- 攝影監督 - 嵐田絢花
- 音樂 - 武藤星児、安部純
- 音樂製作 - 山田智子
- 音響監督 - 山田陽
- 製作人 - 佐々木新、上山公一
- 動畫製作人 - 戸田和宏
- 動畫製作協力 - Gathering
- 製作 - 創通、SUNRISE

### 主題曲
片尾曲「ガンダムさん音頭」
塡詞：大和田秀樹，作曲、編曲：武藤星児，主唱：小西克幸、代永翼、置鮎龍太郎、興津和幸
- 1番：シャア/小西克幸（あの名ゼリフ「みせて貰おうか。連邦軍のモビルスーツの性能とやらを!」）第1・4・5・9・10・13話
- 2番：アムロ/代永翼（あの名ゼリフ「二度もぶった!…おやじにもぶたれたことないのに…」）第2・8・11話
- 3番：ブライト/置鮎龍太郎（あの名ゼリフ「殴ってなぜ悪い!」）第3・6話
- 4番：ガルマ/興津和幸（あの名ゼリフ「シャア……はかったな、シャア!」）第7・12話

### 各話列表
| 話數   | 日文標題 | 中文標題 | 分鏡                       | 原作話數                          | 俗語新解 鋼彈桑        |
| ------ | -------- | -------- | -------------------------- | --------------------------------- | ---------------------- |
| 第1話  |          |          | まんきゅう                 | 第1冊 p64 第2冊 p23,26,96         | かゆいところに手が届く |
| 第2話  |          |          | 月見里智弘 （indigo line） | 第1冊 p40,42,110                  | 一目瞭然               |
| 第3話  |          |          | 月見里智弘 （indigo line） | 第2冊 p86-87                      | 柔よく剛を制す         |
| 第4話  |          |          | 月見里智弘 （indigo line） | 第2冊 p4-5,56-57                  | 苦虫を噛みつぶしたよう |
| 第5話  |          |          | たかたまさひろ             | 第2冊 p58-59                      | 奥歯にものがはさまる   |
| 第6話  |          |          | 月見里智弘 （indigo line） | 第3冊 p38-40                      | 住めば都               |
| 第7話  |          |          | 月見里智弘 （indigo line） | 第1冊 p43 第3冊 p24,25,27         | 飛んで火に入る夏の虫   |
| 第8話  |          |          | 月見里智弘 （indigo line） | 第1冊 p52,62,63,115               | 度肝を抜く             |
| 第9話  |          |          | たかたまさひろ             | 第2冊 p60-62                      | 年寄りの冷や水         |
| 第10話 |          |          | たかたまさひろ             | 第2冊 p62-65                      | 地獄の沙汰も金次第     |
| 第11話 |          |          | たかたまさひろ             | 第1冊 p94-99                      | 地獄に仏               |
| 第12話 |          |          | たかたまさひろ             | 第3冊 p32-33                      | 秋の日はつるべ落とし   |
| 第13話 |          |          | 月見里智弘 （indigo line） | 第1冊 p87,100 第2冊 p19 第3冊 p23 | 朝日が西から出る       |

### 播放電視台
| 播放地區 | 播放電視台 | 播放日期               | 播放時間             | 聯播網   | 備註                                          |
| -------- | ---------- | ---------------------- | -------------------- | -------- | --------------------------------------------- |
| 日本全域 | BS11       | 2014年7月6日 - 9月28日 | 星期日 19:28 - 19:31 | BS放送   | 『ANIME+』頻道 「Gundam Selection」内進行放送 |
| 東京都   | TOKYO MX   | 2014年7月8日 - 9月30日 | 星期二 1:00 - 1:05   | 独立局   | 包含『俗語新解 鋼彈桑』                       |
| 日本全域 | 萬代頻道   | 2014年9月10日 -        | 星期三 12:00 更新    | 網路配信 | 第1話 - 第8話同時配信                         |

## 外部連結
- 鋼彈桑動畫官網 （页面存档备份，存于）（日語）
- 機動戰士鋼彈桑的X（前Twitter）